# Glanzkäfer

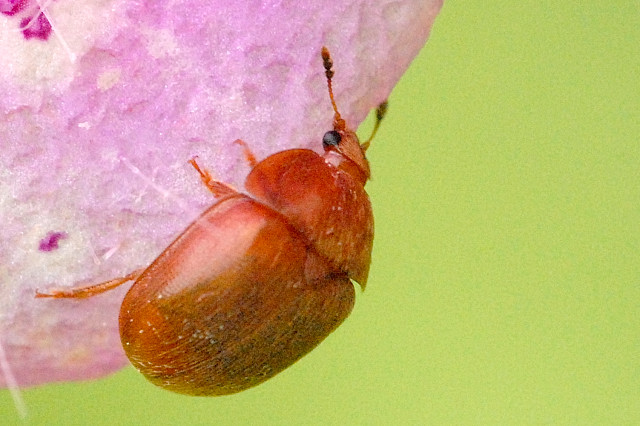
Cychramus luteus

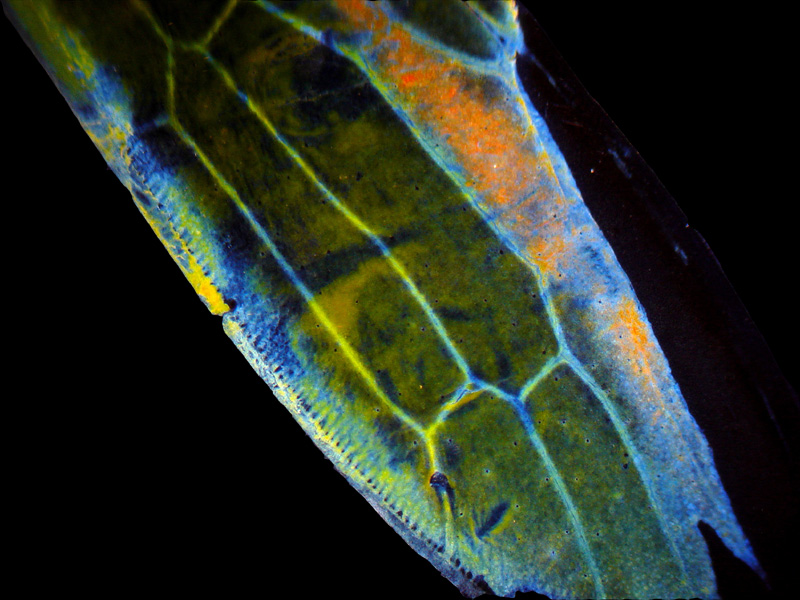
Flügel eines Glanzkäfers im Dunkelfeld (100fach vergrößert)

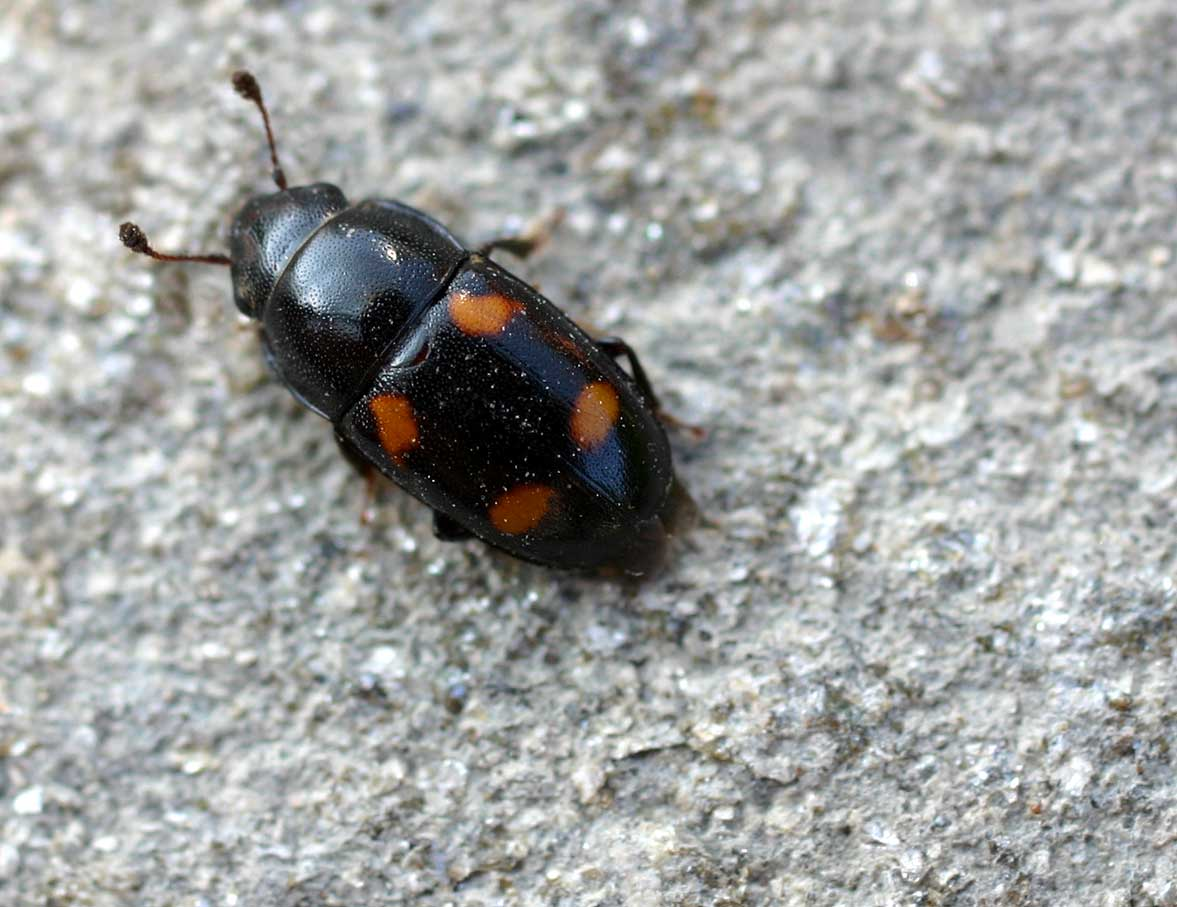
Glischrochilus hortensis

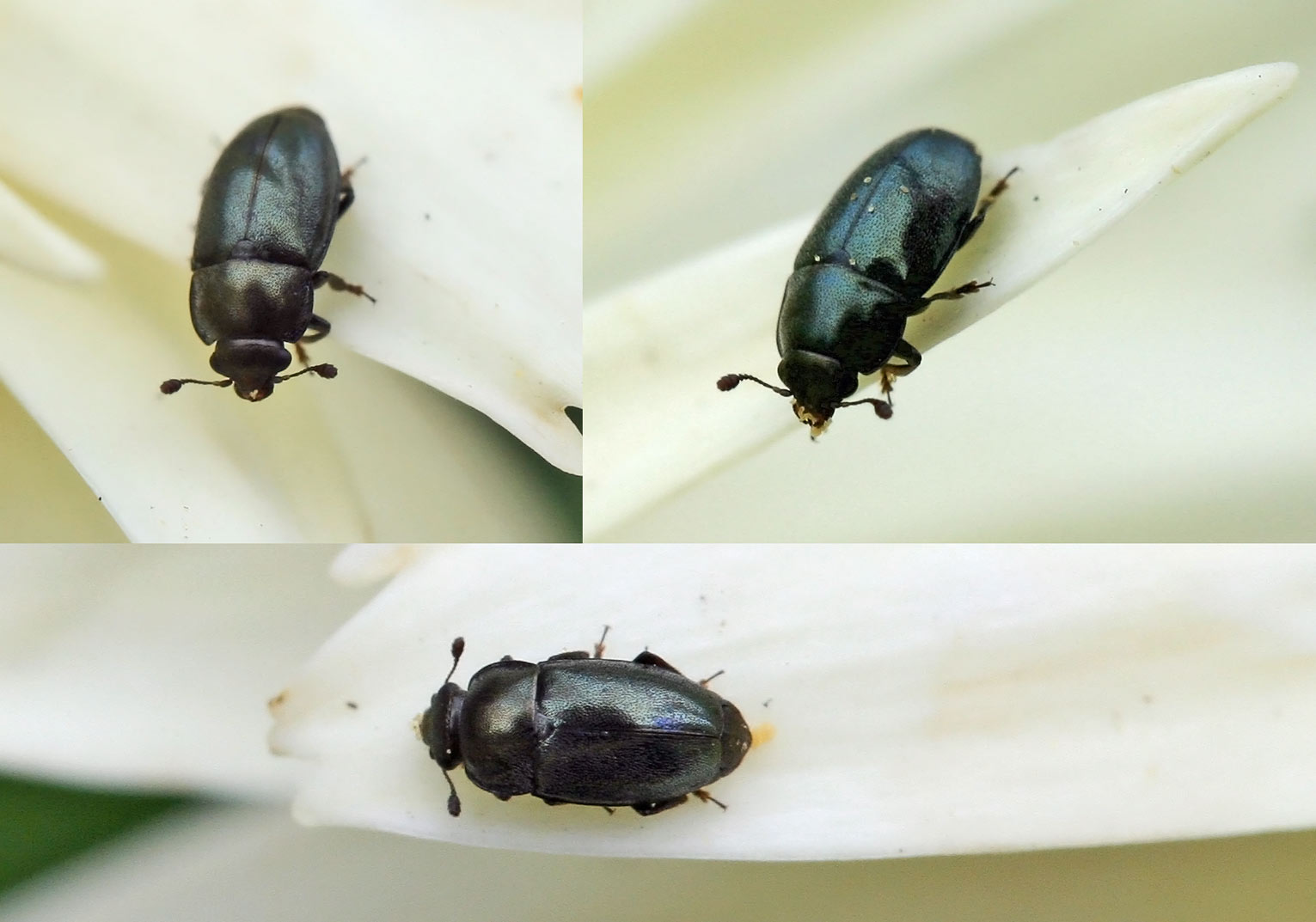
Rapsglanzkäfer (Meligethes aeneus)

Die Glanzkäfer (Nitidulidae) sind eine Familie der Käfer (Coleoptera). Sie sind weltweit verbreitet und sind mit ungefähr 4500 Arten in 351 Gattungen bekannt. In Europa kommen sie mit knapp 250 Arten und Unterarten vor, In Mitteleuropa sind etwa 140 bis 150 Arten bekannt.

## Merkmale
Die Käfer sind mit durchschnittlich zwei bis drei Millimetern Körperlänge sehr klein, einige Arten können aber bis zu sechs Millimeter lang werden. Die Körperformen der verschiedenen Arten bzw. Unterfamilien variieren stark. Einige haben einen ovalen, gewölbten Körper, andere sind langgestreckt. Sie sind häufig hell- bis dunkelbraun, schwarz oder schwarzbraun glänzend. Die letzten zwei bis drei Fühlerglieder sind keulenförmig verdickt.

## Lebensweise
Sowohl die Larven, als auch die Imagines besiedeln eine große Bandbreite verschiedener Lebensräume, entsprechend vielfältig ist ihre Lebensweise. Häufig findet man die Larven gemeinsam mit den adulten Tieren, oder sie bewohnen zumindest das gleiche Substrat. Die Tiere fressen überwiegend an Oberflächen, es gibt jedoch auch solche, die in fermentierenden Flüssigkeiten (manche Nitidulinae und Cryptarchinae), in fleischigen Pilzen (viele Nitidulinae) oder selten in Blättern minierend (Gattungen Anister, Oxystrongylus und Xenostrongylus) fressen. Die adulten Käfer graben im Allgemeinen nicht, wenngleich viele mit Holz assoziiert sind und dort allerdings vermutlich unter Rinde oder in bereits vorhandenen Tunneln von holzbohrenden Insekten leben. Jene Arten, die an unterirdisch wachsenden Pilzen leben, graben vermutlich aktiv. Die überwiegende Anzahl der Glanzkäfer ernährt sich von makro- oder mikroskopischen Pilzen, die an verrottendem Pflanzenmaterial oder Blattgewebe wachsen. Gefressen wird an den meisten großen Gruppen der Pilze. Es gibt Arten die polyphag an vielen verschiedenen Arten fressen, andere sind auf bestimmte Arten spezialisiert. Arten die sich auf Bauchpilze (Gasteromycetes) spezialisiert haben, wie beispielsweise die der Gattungen Lycoperdina oder Caenocara sind ungewöhnlich für Käfer. Viele Arten, wie beispielsweise manche Arten der Cryptarchinae, Cillaeinae, Nitidulinae und Calonecrinae nehmen auch an Wunden austretenden Pflanzensaft auf. Dadurch sind sie für die Übertragung von Pilzerkrankungen an den Pflanzen verantwortlich, da die darin befindlichen Hefen und andere fermentierenden Pilze nicht nur aufgenommen, sondern auch auf andere Pflanzen übertragen werden. Die Käfer sind auch für die Ökologie des Erdbodens wichtig. Insbesondere Arten der Gattung Stelidota werden häufig zahlreich im Waldboden gefunden.
Von zumindest drei Gattungen ist auch das Fressen an Aas bekannt. Arten der Gattungen Nitidula und Omosita findet man auch an bereits stark verwesten und vertrockneten Überresten, weswegen sie in der Forensik, aber auch in der Ökologie von Bedeutung sind. In der Unterfamilie Meligethinae, bei einigen Arten der Cillaeinae und Epuraeinae, sowie manchen Nitidulinae fressen die Tiere lebendes Pflanzenmaterial, insbesondere Pollen und Blüten. Manche Arten, die an Pflanzen leben ernähren sich von Rostpilzen, Brandpilzen, Hefen und anderen auf pflanzlichen Oberflächen wachsenden Pilzen. Es gibt aber auch Arten, die direkt an den Pflanzen und an deren Früchten fressen. Insbesondere die Gattung Carpophilus zählt zu den Fruchtfressern und tritt in der Landwirtschaft und auch in Lagern als Schädling auf. Die sehr gut erforschte Gattung Meligethes frisst beispielsweise an Kreuzblütlern (Brassicaceae). Mehrere Arten, insbesondere die der Gattung Macrostola fungieren als Bestäuber von Palmen.
Die Cybocephalinae und Cychramptodes leben räuberisch von Pflanzenläusen. Auf Schildläuse spezialisierte Arten könnten eine Rolle bei der biologischen Schädlingsbekämpfung spielen. Bei der Art Amphicrossus japonicus ist das Fressen von Stechmückenlarven in überfluteten Bambusstümpfen dokumentiert. Die Art ist bisher die einzige, bei der Glanzkäfer in einem aquatischen Lebensraum nachgewiesen sind. Die Käfer können durch Härchen auf der Bauchseite Luft ins Wasser transportieren und so atmen. Es gibt auch mehrere Arten die an den Larven von Borkenkäfern (Scolytinae) fressen. Ob rein räuberisch, oder bloß fakultativ ist noch nicht erforscht. Es gibt einige wenige Arten die in den Nestern von staatenbildenden Insekten, wie Ameisen, Termiten oder Honigbienen leben.
Die Larven der Glanzkäfer schlüpfen nach ein bis sieben Tagen aus ihren Eiern. Die Larven entwickeln sich in der Regel innerhalb von einer bis drei Wochen und durchleben dabei zwei oder drei Stadien. Die Puppenruhe dauert bei multivoltinen Arten fünf bis sieben Tage, bei jenen die überwintern, dauert sie mehrere Monate. Die Verpuppung findet häufig im Erdboden statt.

## Vorkommen
Die zehn Unterfamilien sind mit Ausnahme der Maynipeplinae, die nur in Afrika und Calonecrinae, die nur in Südostasien vorkommen, weit verbreitet. Sechs Gattungen sind weltweit mit Ausnahme von Neuseeland verbreitet, drei Gattungen, Carpophilus, Cryptarcha und Epuraea treten auch dort auf. Die drei artenreichsten Gattungen, Carpophilus, Epuraea und Meligethes, sind vor allem in der Holarktis verbreitet. Letztere Gattung hat einen weiteren Verbreitungsschwerpunkt in Südafrika. Auf Hawaii sind 13 endemische Gattungen bekannt. Nur Brachypeplus ist zirkumtropisch verbreitet.

## Taxonomie und Systematik
Die Glanzkäfer zählen zu den basalen Familien der Cucujoidea und zählen zu den Familien innerhalb dieser Gruppe, deren Taxonomie innerhalb der Familie bisher schlecht erforscht ist. Die liegt vor allem an der großen Vielfalt der Körperformen und der feinen Merkmalsvariationen der von der Familie umfassten Subtaxa. Die taxonomische Stellung von Gruppen am Rand der Verwandtschaft der Glanzkäfer wurde historisch kontrovers betrachtet und viele Taxa die nun außerhalb der Familie gesehen werden, wurden ursprünglich von verschiedenen Autoren der Familie zugeordnet.
Folgende Autapomorphien begründen nach Leschen u. a.(2005) die Monophylie der Familie: Am Vertex ist eine Linie ausgebildet, die ubantennalen Gruben sind unter oder hinter die FAxettenaugen erweitert, der vordere Teil des Prosternums ist kürzer als der Prosternalfortsatz, der Apex des Fortsatzes hat seitlich Erweiterungen, die Einbuchtungen der Vorderhüften sind in der Regel nach außen geschlossen (bei den Kateretidae und nur manchen Nitidulidae offen), die Basen der Tegmen sind nach vorne gezogen, die Paramere sind zu einem einzelnen Teil verwachsen und auch mit der Phallobasis verwachsen, die Mundwerkzeuge der Larven sind stark zurückgezogen, Dornen am Hypostoma fehlen und auf den Prätarsen sind zwei Setae ausgebildet.
Folgende 10 Unterfamilien werden der Familie zugerechnet:
- Carpophilinae 6 Gattung, ca. 500 Arten, Holarktis
- Amphicrossinae 1 Gattungen, 41 Arten, Holarktis
- Epuraeinae 18 Gattungen, ca. 350 Arten, Holarktis
- Calonecrinae 1 Gattung, 3 Arten, Südostasien
- Maynipeplinae monotypisch, Afrika
- Nitidulinae 97 Gattungen, ca. 1000 Arten, Tropen
- Meligethinae 14 Gattungen, ca. 500 Arten, Holarktis
- Cillaeinae 37 Gattungen, ca. 450 Arten, Tropen
- Cryptarchinae 22 Gattungen, ca. 300 Arten, weltweit
- Prometopinae 8 Gattungen

Die frühere Unterfamilie Cybocephalinae ist, wie von einigen Taxonomen schon länger vermutet, nach neueren molekularen Ergebnissen vermutlich nicht hierher gehörig und möglicherweise nicht näher mit den Nitidulidae verwandt. Sie wird nun meist als eigenständige Familie Cybocephalidae aufgefasst.

## Arten (Auswahl)
- Amphotis marginata
- Gelbfleckiger Glanzkäfer (Carpophilus hemipterus)
- Vierfleckiger Kiefernglanzkäfer (Glischrochilus quadripunctatus)
- Picknickkäfer (Glischrochilus quadrisignatus)
- Rostroter Kiefernglanzkäfer (Pityophagus ferrugineus)
- Pityophagus laevior
- Flacher Glanzkäfer (Epuraea aestiva)
- Epuraea ocularis
- Epuraea unicolor
- Rapsglanzkäfer (Meligethes aeneus)
- Aas-Glanzkäfer (Omosita colon)
- Pria dulcamarae
- Stelidota geminata
- Großer Eichensaftflusskäfer (Soronia grisea)

## Belege